# 姬莉亞·斯泰因博格
姬莉亞·斯泰因博格（德語：Giulia Steingruber，1994年3月24日—），瑞士著名體操運動員。為2015年歐洲體操錦標賽女子個人全能冠軍，成為首位獲得歐洲女子個人全能冠軍殊榮的瑞士選手。
2016年，里約熱內盧奧運會體操比賽，進入個人全能、自由體操、跳馬的決賽，並且獲得跳馬項目的銅牌（第三名）。

## 簡歷
姬莉亞·斯泰因博格出生於瑞士城鎮戈紹，為家中次女，7歲開始學習體操。2012年獲得歐洲體操錦標賽女子跳馬銅牌。2013年及2014年歐洲體操錦標賽女子跳馬冠軍。2015年歐洲體操錦標賽女子個人全能冠軍、跳馬亞軍。2015年歐洲運動會體操比賽女子跳馬冠軍及自由體操冠軍、女子個人全能亞軍(總分僅次於艾莉亞·穆斯塔芬娜)。